# Guillem-Jordi Graells i Andreu
Guillem-Jordi Graells i Andreu   (Terrassa, 22 de maig de 1950) és un autor i director teatral català. Del 2007 al 2015 va presidir l'Associació d'Escriptors en Llengua Catalana.

## Biografia[calcitació]
Llicenciat en filologia catalana el 1973 i en arts dramàtiques, amb Oriol Pi de Cabanyes participa en l'organització de la campanya Català a l'escola (1969-1970) i el 1971 entraren al Consell de Redacció de la revista Serra d'Or, alhora que reorganitzaren el PEN català.
El 1976 va dirigir els seus primers muntatges, Quiriquibú, de Joan Brossa, Home amb blues i Onze de setembre. Del 1977 al 1980 dirigí la societat cooperativa Teatre Lliure, que estrenà les seves traduccions de La nit de les tríbades, Abraham i Samuel i la Bella Helena. També va traduir al català obres de Maxim Gorki, Eugène Labiche, Alfred de Musset, Arthur Schnitzler i Dario Fo. El 1980 deixà el Teatre Lliure per problemes amb les autoritats per un intent de censura oficial i marxà a l'Institut del Teatre, on fou subdirector fins al 1988. També es vinculà a l'Associació d'Escriptors en Llengua Catalana, del que n'ha estat secretari i vicepresident del 1980 fins al 1999. El 2007 en fou nomenat president.
Altres muntatges en què ha participat són Vapors (1983), L'auca del senyor Esteve (1984), Mel salvatge (1986) i Fantasio (1988). Ha seguit la seva trajectòria teatral amb La Lloll, un xou ben viu (1992), Klowns (1997) i El florido pensil (1997). Ha elaborat, amb Jaume Fuster, el guió del programa de TV3 Qui? (1990) i ha estat coautor del guió de la pel·lícula La febre d'or (1993). Ha treballat per a les companyies Tanttaka Teatroa, el Gran Teatre del Liceu, l'Orquestra Ciutat de Barcelona, el Centre Dramàtic del Vallès, Arteszena, la companyia de Lloll Bertran, Monti & Cia, i altres.

## Obra

### Teatre
- 1975 - La Setmana Tràgica
- 1977 - Onze de Setembre[1]
- 1986 - Damunt l'herba[2]
- 1988 - Titànic-92[3]
- 1990 - Kontuz, maite zaitut - Peligro, te quiero
- 1992 - La Lloll, un xou ben viu
- 1997 - Klowns, am Joan Montanyès i Josep Mestres
- 1998 - Les quatre nacions

### Assaig o crítica literària
- 1970 - Notes per a un estudi de "La dama enamorada"[4]
- 1971 - La generació literària dels 70, 25 escriptors nascuts entre 1939-1949 (amb Oriol Pi de Cabanyes)
- 1974 - Àngel Guimerà en els seus millors escrits (amb Xavier Fàbregas i Octavi Saltor).
- 1979 - Guimerà.
- 1983 - Espais wagnerians
- 1985 - Paseo por el teatro catalán (amb Jordi Coca)
- 1985 - Cinc escenògrafs catalans
- 1987 - Aspecten van het hedendaags Spaans theater (amb E. Huertas)
- 1990 - L'Institut del Teatre (1913-1988): història gràfica.[5]
- 1990 - Maria Aurèlia Capmany.
- 1995 - Fabià Puigserver scénographe (amb Giorgio Ursini Ursic).
- 1996 - Fabià Puigserver (amb Antoni Bueso)
- 2001 - La creació de l'efímer. De la idea a l'espectacle

### Guions
- 1982 - 1983 - A can 80. Televisió de Catalunya
- 1982 - 1983 - El espacio vacío. RNE
- 1990 - Qui? (amb Jaume Fuster Guillemó). TV3
- 1993 - La febre d'or (amb Gonzalo Herralde). Trasbals, TVE i TV3.
- 1996 - 1997 - Vidas cruzadas (amb Maria Mercè Roca). Televisió de Catalunya-Telemadrid-Canal Sur-Zeppelin.